# Fritz Gliem
Fritz Gliem (* 17. Februar 1934 in Fulda; † 18. Mai 2020) war ein deutscher Elektrotechniker und Hochschullehrer.

## Leben
Fritz Gliem studierte Elektrotechnik an der Technischen Hochschule Braunschweig. 1955 wurde er im Corps Rhenania ZAB aktiv. Später wurde er auch noch Alter Herr des Corps Franconia Karlsruhe. Das Studium schloss er als Dipl.-Ing. ab. 1968 wurde er von der Fakultät für Maschinenbau und Elektrotechnik der Technischen Universität Braunschweig zum Dr.-Ing. promoviert. Zusammen mit Hans-Otto Leilich baute er ab 1968 die Braunschweiger Datentechnik auf. Am Institut für Datentechnik und Kommunikationsnetze leitete er als zuletzt Akademischer Direktor und Honorarprofessor die Forschungsgruppe Kompaktrechner für die Raumfahrt.
Gliem entwickelte Instrumentenrechner und Speichersysteme für die Raumfahrtelektronik, unter anderem für den Sonnenforschungssatelliten Helios.

## Auszeichnungen
- Group Achievement Award der NASA 2017, zusammen mit 37 weiteren Ingenieuren und Wissenschaftlern des Dawn Framing Camera Teams.[5]

## Schriften
- Publikationsliste von Fritz Gliem auf der Website des Instituts für Datentechnik und Kommunikationsnetze der Technischen Universität Braunschweig